# Mezirinae
Mezirinae es una subfamilia insectos de Aradidae. Posee una distribución muy amplia. 
La subfamilia incluye más de 1120 especies descriptas en 124 géneros.

## Géneros

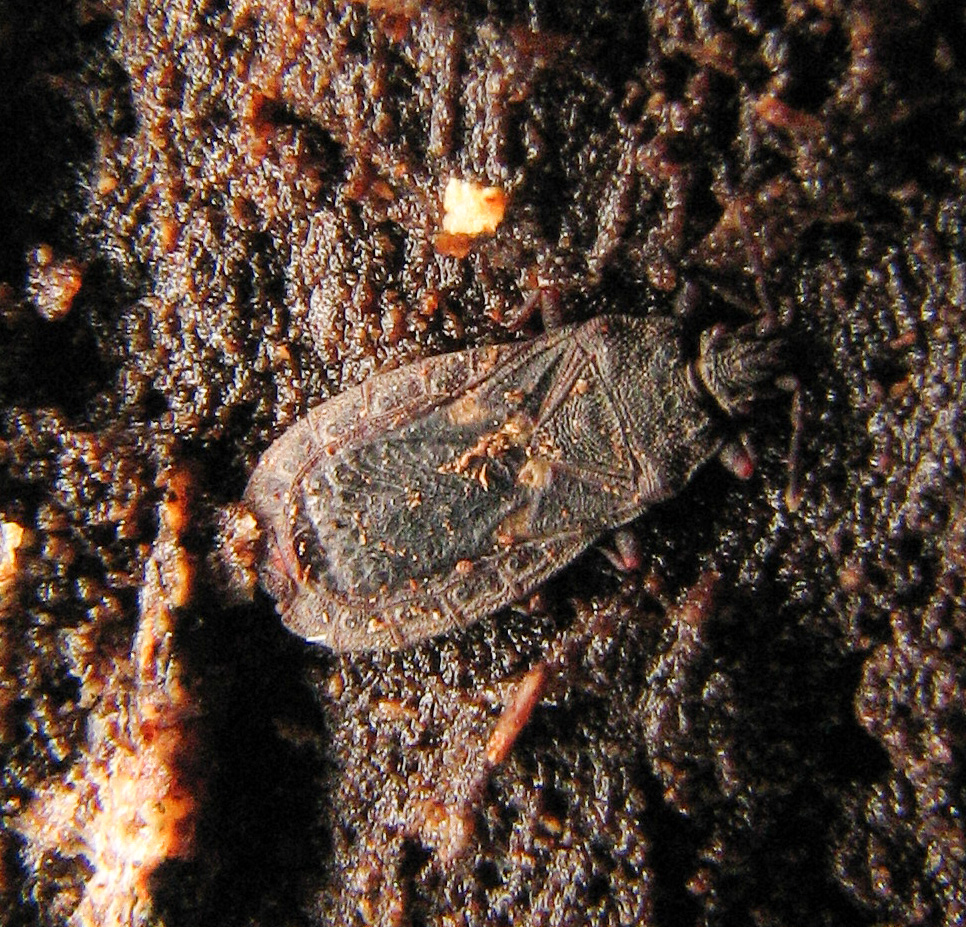
Neuroctenus invernando bajo la corteza.

- Ambohitanyela Heiss & Banar, 2013
- †Aphleboderrhis Stål, 1860
- Brevisensoria Poinar, 2011
- Mezira Amyot & Serville, 1843
- Nannium Bergroth, 1898
- Neuroctenus Fieber, 1860
- Notapictinus Usinger & Matsuda, 1959